# Тирлянский сельсовет
Тирлянский сельсовет — муниципальное образование в Белорецком районе Башкортостана России. Административный центр — село Тирлянский.

## История
Согласно Закону о границах, статусе и административных центрах муниципальных образований в Республике Башкортостан, имеет статус сельского поселения. До 17 декабря 2004 года имел статус поссовета.

## Население
1939 год — 11989 (5660 мужчин, 6329 женщин) чел.;
| 1939   | 2002  | 2009  | 2010  | 2012  | 2013  | 2014  |
| ------ | ----- | ----- | ----- | ----- | ----- | ----- |
| 11 989 | ↘5747 | ↘5257 | ↘4427 | ↘4357 | ↘4296 | ↘4232 |
| 2015   | 2016  | 2017  |       |       |       |       |
| ↘4218  | ↘4142 | ↘4062 |       |       |       |       |

## Состав сельского поселения
| № | Населённый пункт | Тип населённого пункта       | Население |
| - | ---------------- | ---------------------------- | --------- |
| 1 | Тирлянский       | село, административный центр | ↗4094     |